# Costa Head
Costa Head är en udde i Storbritannien.   Den ligger i kommunen Orkneyöarna och riksdelen Skottland, i den norra delen av landet, 900 km norr om huvudstaden London. Costa Head ligger på ön Orkney Islands.
Terrängen inåt land är platt åt sydväst, men åt sydost är den kuperad. Havet är nära Costa Head norrut.